# Nastro d'argento ai migliori costumi
Il Nastro d'argento ai migliori costumi è un riconoscimento cinematografico italiano assegnato annualmente dal Sindacato Nazionale Giornalisti Cinematografici Italiani.
I costumisti che hanno ricevuto questo premio il maggior numero di volte (otto) sono Piero Tosi e Danilo Donati. Segue Gabriella Pescucci con sette vittorie.

## Albo d'oro
I vincitori sono indicati in grassetto, a seguire gli altri candidati.
- 1953: Maria de Matteis - La carrozza d'oro

### Anni 1960-1969
- 1960: Piero Tosi - Policarpo, ufficiale di scrittura
- 1961: Maria de Matteis - Gastone
- 1962: Piero Tosi - La viaccia
- 1963: Piero Tosi - Senilità
- 1964: Piero Tosi - Il Gattopardo
- 1965: Danilo Donati - Il Vangelo secondo Matteo
- 1966: Piero Gherardi - Giulietta degli spiriti
- 1967: Piero Gherardi - L'armata Brancaleone
- 1968: Danilo Donati - La bisbetica domata
- 1969: Danilo Donati - Romeo e Giulietta

### Anni 1970-1979
- 1970: Danilo Donati - Satyricon
  - Piero Gherardi - Infanzia, vocazione e prime esperienze di Giacomo Casanova, veneziano
  - Piero Tosi - La caduta degli dei
- 1971: Danilo Donati - I clowns
  - Piero Tosi - Metello
  - Adriana Berselli - Ninì Tirabusciò, la donna che inventò la mossa
- 1972: Piero Tosi - Morte a Venezia
- 1973: non assegnato
- 1974: Piero Tosi - Malizia
- 1975: Gabriella Pescucci - Fatti di gente perbene
- 1976: Gabriella Pescucci - Divina creatura
- 1977: Danilo Donati - Il Casanova di Federico Fellini
- 1978: Marcel Escoffier e Enrico Sabbatini - Gesù di Nazareth (miniserie televisiva)
- 1979: Francesca Zucchelli - L'albero degli zoccoli

### Anni 1980-1989
- 1980: Gabriella Pescucci - La città delle donne
- 1981: non assegnato
- 1982: Gianna Gissi - Il marchese del Grillo
- 1983: Piero Tosi - La traviata
- 1984: Maurizio Millenotti - E la nave va
- 1985: Enrico Job - Carmen
- 1986: Danilo Donati - Ginger e Fred
- 1987: Gabriella Pescucci - Il nome della rosa (Der Name der Rose)
- 1988: Lina Nerli Taviani - Good Morning Babilonia
- 1989: Lucia Mirisola - 'o Re

### Anni 1990-1999
- 1990: Gabriella Pescucci - Le avventure del barone di Munchausen (The Adventures of Baron Munchausen)
- 1991: Odette Nicoletti - Il viaggio di Capitan Fracassa
- 1992: Franca Squarciapino - Cyrano de Bergerac
- 1993: Lina Nerli Taviani - Parenti serpenti
- 1994: Gabriella Pescucci - L'età dell'innocenza (The Age of Innocence)
- 1995: Piero Tosi - Storia di una capinera
- 1996: Franca Squarciapino - Il colonnello Chabert
- 1997: Franca Squarciapino - L'ussaro sul tetto (Le hussard sur le toit)
- 1998: Danilo Donati - Marianna Ucrìa
- 1999: Maurizio Millenotti - La leggenda del pianista sull'oceano

### Anni 2000-2009
- 2000: Anna Anni e Alberto Spiazzi - Un tè con Mussolini
- 2001: Francesca Sartori - Il mestiere delle armi
  - Nanà Cecchi - I cavalieri che fecero l'impresa
  - Alessandro Lai - Rosa e Cornelia
  - Maurizio Millenotti - Malèna
  - Odette Nicoletti - Concorrenza sleale
- 2002: Alessandro Lai e Alberto Moretti - Senso '45
  - Francesca Cascello e Valentina Taviani - Paz!
  - Silvia Nebiolo - Brucio nel vento
  - Metella Raboni - Luna rossa e Tre mogli
  - Nicoletta Taranta - Il derviscio e Quartetto
- 2003: Maurizio Millenotti - L'importanza di chiamarsi Ernest (The Importance of Being Earnest) e Ma che colpa abbiamo noi
  - Anna Anni, Alessandro Lai e Alberto Spiazzi - Callas Forever
  - Eva Coen - Poco più di un anno fa - Diario di un pornodivo
  - Elena Mannini - Un viaggio chiamato amore
  - Francesca Livia Sartori - Prendimi l'anima
- 2004: Francesca Sartori - Cantando dietro i paraventi
  - Grazia Colombini - Gli indesiderabili
  - Elisabetta Montaldo - La meglio gioventù
  - Gabriella Pescucci - Perdutoamor
  - Maurizio Sabatini e Alessandra Torella - Tosca e le altre due
- 2005: Maurizio Millenotti - La passione di Cristo (The Passion of the Christ)
  - Maria Rita Barbera - La vita che vorrei
  - Lia Morandini - Pontormo e L'amore di Màrja
  - Silvia Nebiolo - Agata e la tempesta
  - Gabriella Pescucci e Carlo Poggioli - Van Helsing
- 2006: Francesco Crivellini - La seconda notte di nozze
  - Daniela Ciancio - Il resto di niente
  - Grazia Colombini e Giulia Mafai - La Passione di Giosuè l'ebreo
  - Nicoletta Ercole - Il ritorno del Monnezza
  - Nicoletta Taranta - Romanzo criminale
- 2007: Milena Canonero - Marie Antoinette
  - Nicoletta Ercole - La sconosciuta
  - Maurizio Millenotti - N (Io e Napoleone)
  - Liliana Sotira - Baciami piccina
  - Lina Nerli Taviani - La masseria delle allodole
  - Mariano Tufano - Nuovomondo
- 2008: Milena Canonero - I Viceré
  - Catia Dottori - Hotel Meina
  - Nicoletta Ercole - 2061 - Un anno eccezionale e Nero bifamiliare
  - Elisabetta Montaldo - I demoni di San Pietroburgo
  - Carlo Poggioli (con Kazuko Kurosawa) - Seta
- 2009: Maria Rita Barbera - Sanguepazzo
  - Grazia Colombini - Il seme della discordia
  - Maurizio Millenotti - Si può fare
  - Carlo Poggioli - Lezione ventuno
  - Marina Roberti - Due partite

### Anni 2010-2019
- 2010: Gabriella Pescucci - La prima cosa bella e Agora
  - Antonella Cannarozzi - Io sono l'amore
  - Nanà Cecchi - Christine Cristina
  - Maurizio Millenotti - L'uomo nero e Tris di donne e abiti nuziali
  - Lia Francesca Morandini - L'uomo che verrà
- 2011: Lina Nerli Taviani - Habemus Papam
  - Loredana Buscemi - I baci mai dati
  - Roberto Chiocchi - Qualunquemente
  - Alfonsina Lettieri - Amici miei - Come tutto ebbe inizio
  - Francesca Sartori - La passione
- 2012: Alessandro Lai - Magnifica presenza
  - Catia Dottori - Il cuore grande delle ragazze
  - Paola Marchesin - La scomparsa di Patò
  - Rossano Marchi - La kryptonite nella borsa
  - Valentina Taviani - L'ultimo terrestre
- 2013: Maurizio Millenotti - Reality e La migliore offerta
  - Patrizia Chericoni - Educazione siberiana
  - Roberto Chiocchi - Il volto di un'altra
  - Daniela Ciancio - La grande bellezza
  - Grazia Colombini - È stato il figlio
- 2014: Milena Canonero - Grand Budapest Hotel e Something Good
  - Maria Rita Barbera - Anni felici
  - Laura Costantini - Il pretore
  - Nicoletta Ercole - Incompresa
  - Daniela Salernitano - Song'e Napule
- 2015: Massimo Cantini Parrini - Il racconto dei racconti - Tale of Tales
  - Alessandro Lai - Latin Lover
  - Lina Nerli Taviani - Maraviglioso Boccaccio
  - Carlo Poggioli - Youth - La giovinezza e Romeo and Juliet
  - Paola Ronco - La solita commedia - Inferno
- 2016: Catia Dottori - La pazza gioia
  - Daria Calvelli - Sangue del mio sangue
  - Sandra Cardini - Milionari
  - Veronica Fragola - Suburra
  - Mary Montalto - Lo chiamavano Jeeg Robot
- 2017: Massimo Cantini Parrini - Indivisibili
  - Daria Calvelli - Fai bei sogni
  - Beatrice Giannini e Elisabetta Antico - La stoffa dei sogni
  - Patrizia Mazzon - Smetto quando voglio - Masterclass
  - Cristiana Ricceri - In guerra per amore
- 2018: Nicoletta Taranta - Agadah e A Ciambra
  - Massimo Cantini Parrini - Dogman e La terra dell'abbastanza
  - Alessandro Lai - Napoli velata
  - Carlo Poggioli - Loro
  - Daniela Salernitano - Ammore e malavita
- 2019: Giulia Piersanti - Suspiria
  - Alessandro Lai - Moschettieri del re - La penultima missione
  - Alberto Moretti - Non ci resta che il crimine
  - Ursula Patzak - Capri-Revolution
  - Daria Calvelli - Il traditore

### Anni 2020-2029
- 2020: Massimo Cantini Parrini – Pinocchio e Favolacce
  - Cristina Francioni – Il primo Natale
  - Alessandro Lai – Tornare
  - Andrea Cavalletto – Martin Eden
  - Nicoletta Taranta – 5 è il numero perfetto
- 2021[1][2]:Andrea Cavalletto - Il cattivo poeta
  - Alessandro Lai - Tutti per 1 - 1 per tutti
  - Maria Cristina La Parola - Il mio corpo vi seppellirà
  - Nicoletta Taranta - L'incredibile storia dell'Isola delle Rose
  - Mariano Tufano - The Book of Vision
- 2022: Mary Montallo – Freaks Out
  - Ginevra De Carolis - Diabolik
  - Maurizio Millenotti - I fratelli De Filippo
  - Ursula Patzak - Qui rido io
  - Mariano Tufano - È stata la mano di Dio
- 2023: Carlo Poggioli - L'ombra di Caravaggio
  - Massimo Cantini Parrini - L'immensità
  - Patrizia Chericoni - Il ritorno di Casanova
  - Marta Passarini - Marcel!
  - Nicoletta Taranta - Stranizza d'amuri
- 2024: Antonella Cannarozzi - Finalmente l'alba
  - Loredana Buscemi - La chimera
  - Massimo Cantini Parrini - Mi fanno male i capelli
  - Mary Montalto - Gloria!
  - Ursula Patzak - Lubo